# فرانسیس کوکلن
فرانسیس کوکلَن (فرانسوی: Francis Coquelin‎؛ زادهٔ ۱۳ مهٔ ۱۹۹۱) بازیکن فوتبال اهل فرانسه است.